# (3711) Ellensburg
(3711) Ellensburg – planetoida z grupy pasa głównego asteroid okrążająca Słońce w ciągu 4 lat i 121 dni w średniej odległości 2,66 j.a. Została odkryta 31 sierpnia 1983 roku w Obserwatorium Palomar przez Jamesa Gibsona. Nazwa planetoidy pochodzi od miasta Ellensburg, w którym urodził się odkrywca. Przed jej nadaniem planetoida nosiła oznaczenie tymczasowe (3711) 1983 QD.